# Jules Castier
Jules Castier (né à Calais le 10 avril 1888 et mort le 17 décembre 1957 à Paris 14e) est un ingénieur, poète et traducteur français. On lui doit la traduction en français de nombreuses œuvres littéraires britanniques, notamment de Jane Austen, Aldous Huxley, Rudyard Kipling et Oscar Wilde.

## Éléments biographiques
Il fait une carrière comme ingénieur des chemins de fer du Nord. Il a été également secrétaire général de la Compagnie d'exploitation des chemins de fer Orientaux et de la Compagnie Franco-hellénique de chemins de fer (en). En 1912, il publie un recueil de poèmes parisiens, les Parisianités. Tout au début de la Première Guerre mondiale, le 2 décembre 1914, il est fait prisonnier en Alsace et envoyé en Allemagne comme prisonnier de guerre. Après la guerre, il se consacre à la traduction.

## Œuvres
- Parisianités, 1912. Recueil de poésies sur Paris.
- (en) Rather Like... Some Endeavours to Assume the Mantles of the Great (Herbert Jenkins Ltd., London), 1920. Série de 34 pastiches d'écrivains britanniques, parmi lesquels Arthur Conan Doyle, rédigés durant ses années de détention en Allemagne.

## Pour approfondir